# Адріана Басарич
Адріана Басарич (нар. 17 лютого 1982) — колишня боснійська тенісистка.
Найвищу одиночну позицію світового рейтингу — 323 місце досягла 10 червня 2002, парну — 984 місце — 15 липня 2002 року.
Здобула 1 одиночний титул туру ITF.

## Фінали ITF

### Одиночний розряд: 4 (1–3)
| Результат | Ранг | Дата           | Турнір                           | Покриття | Суперниця      | Рахунок       |
| --------- | ---- | -------------- | -------------------------------- | -------- | -------------- | ------------- |
| Поразка   | 1.   | 3 вересня 2000 | ITF Мостар, Боснія і Герцеговина | Ґрунт    | Мая Палавершич | 3–6, 5–7      |
| Перемога  | 1.   | 2 вересня 2001 | ITF Мостар, Боснія і Герцеговина | Ґрунт    | Кароліна Шпрем | 6–4, 6–3      |
| Поразка   | 2.   | 2 грудня 2001  | ITF Майорка, Іспанія             | Ґрунт    | Кароліне Мас   | 6–2, 1–6, 5–7 |
| Поразка   | 3.   | 2 травня 2004  | ITF Мостар, Боснія і Герцеговина | Ґрунт    | Діяна Стоїч    | 4–6, 3–6      |